# Château de Malleville
Le château de Malleville est un château français situé à Ploërmel, dans le Morbihan, en région Bretagne.

## Situation
Le château est situé au lieu-dit Malleville (ou Malville, sur les cartes IGN), au sud-est du bourg de Ploërmel.

## Histoire
La seigneurie de Malleville apparaît au XVe siècle au profit de la famille Gombert. Il semble que le château date de ce même siècle, comme l'atteste la présence d'un pavillon et d'une tourelle de cette époque. Une chapelle est construite sur le domaine en 1520.
Le château passe ensuite successivement aux familles Audren (au XVIe siècle), Gaultro, Picaud, Bréhault, Audren (au XVIIe siècle), Boisgelin, La Bourdonnaye, Le Seneschal (au XVIIIe siècle), Allart. Il est restauré au XVIIe siècle et devient la propriété de Marc-Antoine de La Boëssière de Lennuic, marquis de La Boëssière puis député du Morbihan, en 1792. Ce dernier le remanie fortement entre 1835 et 1845.
En 1905, un hippodrome est aménagé dans le parc du château.
Le château est occupé par les troupes allemandes occupantes entre 1940 et 1944. Il est, à la fin du XXe siècle, la propriété de Louise de Lambilly.
La chapelle et le calvaire sont inscrits au titre des monuments historiques par arrêté du 27 décembre 1973.

## Architecture
Le château est bâti selon un plan en « U », deux ailes entourant une cour ouverte au nord. La façade est de facture régulière.
La tourelle médiévale est construite sur un plan circulaire et sans couronne.
La chapelle est organisée en une seule petite nef que termine un chevet à trois pans coupés. Elle est dotée de vitraux datant de sa construction au XVIe siècle.